# Drexelparel
De Drexelparel (Engels: Drexel Pearl) is een grote zwarte parel.

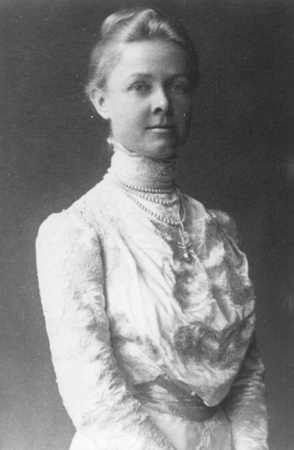
Mary Drexel met de Drexelparel aan een parelcollier

Deze uit Frans-Polynesië afkomstige druppelvormige parel weegt 135.2 grein, wat overeenkomt met 6,76 gram of 33.8 karaat. De parel valt op door de perfecte symmetrie en de fraaie glans. Polynesische parels zijn het product van de zwartgelipte pareloester Pinctada margaritifera cumingi. Waarschijnlijk is de parel, die in 1905 voor het eerst in de literatuur wordt vermeld, enige jaren daarvoor gevonden rond een van de atollen van de Tuamotu-archipel opgedoken oester.
De Drexelparel is kleiner en lichter dan de beroemde witte parels uit de Arabische Zee of de Golf van Panama. Ze meet slechts 29 millimeter met een maximale breedte van 13.65 millimeter en een minimale breedte van 12.20 millimeter. De parel moet desondanks worden beschouwd als een bijzonder grote en regelmatige Polynesische parel. Deze parels worden "zwart" genoemd, maar de Drexel is grijs met een roze ondertoon, een "perfecte achtergrond voor de zilverkleurige regenboogkleuren" die op het zeer gladde oppervlak worden veroorzaakt door de interferentie van licht.
De parel dankt haar naam aan de Amerikaanse Mary Stretch Irick Drexel (1868-1948), die de parel in 1905 door Cartier als pendant aan een hanger met 70 in twee concentrische ringen geplaatste diamanten, die ook als broche kan worden gedragen, liet monteren. In het sieraad is ook een naamloze ronde grijze parel van 48 grein gemonteerd.
Abernathyparel ·
Parel van Bao Dai · 
La Pelegrina · 
Gogibus ·
Shah Sofi ·
La Peregrina ·
Sara/Tavernier/Shaista Khan · 
Parel van Allah ·
Parel van Karel I ·
Parel van Karel II ·
Jomonparel · 
Greshamparel ·
La Reine des Perles ·
Abernathyparel · 
La Huerfana · 
De Hopeparel · 
Imperial Hong Kong Pearl ·
La Régente ·
Parel van Koeweit ·
Manciniparels · 
Drexelparel ·
De Parel van Azië · 
Arco-Valleyparel · 
Christopher Walling Abaloneparel · 
Survivalparel · 
Oviedoparel ·
Queen/Patersonparel